# Сјуник
39° 15′ 00″ N 46° 15′ 00″ E / 39.25000° С; 46.25000° И
Сјуник (јерм. Սյունիք, Սիւնիք) је једна од 11 административних јединица (односно један од 10 марзева) у Републици Јерменији. Смештена је на крајњем југу земље, између марза Вајотс Џор на северу, Азербејџана на западу (Нахичеван) и истоку (Карабах) и Ирана на југу. Са површином од 4.505 км² (или 15%) налази се на другом месту у Јерменији.
Административни центар и најевћи град провинције је Капан са 45.000 становника. Остали градски центри су Горис, Мегри, Сисијан, Агарак, Каџаран и Дастакерт. У целој провинцији живи око 153.000 становника, или 4,8% целокупног становништва државе.
Сјуник је једна од 15 историјских покрајина Краљевине Јерменије, а подручје је све до 1919. било познато и као Зангезур. У области се налазе неки од најзнаменитијих јерменских културно-историјских споменика из најранијих времена, попут Татевског манастира из Х века.

## Географија
Сјуник се налази на крајњем југу Јерменије, и смештен је између марза Вајотс Џор на северу и границе са Ираном на југу (42 км). Западно и источно је територија Републике Азербејџан - Нахичеванска ексклава на западу и непризната Република Нагорно-Карабах на истоку.
Сјуник често зову и „зеленим кровом Јерменије“ због богатства у шумама и планинског рељефа. Марз се налази у области Зангезурских планина, просечне надморске висине од 2.200 метара. Највиша тачка је врх Капуџух са 3.905 м (други по величини врх у Јерменији, после Арагаца), док најнижи део лежи у долини Аракса на крајњем југу (380 метара).
Поред Аракса који уједно представља и границу са Ираном на крајњем југу, најважније реке које протичу кроз марз су Вохчи, Воротан (у северном и централном делу) и Мегри.
Сјуник одликује висинска зоналност и у климатском и у вегетацијском погледу. У овом подручју су присутни сви климатски типови у земљи, почев од сувог суптропског климата, преко умерене до оштре високопланинске климе. Низија око доњег и средњег тока реке Мегри на крајњем југу је најтоплије подручје у целој Јерменији. Јануарски просек варира између 0,9 °C у граду Мегри до -9,8 °C у планинском селу Горајку. Јулски просек креће се од 13,9 °C до +25,4 °C. Нису ретки ни температурни екстреми у летњем и зимском делу године. Апсолутни максимум износи +41 °C док је апсолутни минимум -43 °C.
Количина падавина расте са надморском висином и у просеку креће се између 161 мм у долини Мегрија до 826 мм у Сисијанском превоју. Највише падавина излучи се у пролеће, у месецу мају. Снежни покривач на планинским врховима је висок и задржава се у већем делу године док је у низијама на југу марза знатно тањи са краћим периодом задржавања.

## Историја
Сјуник је историјска област Јерменије, и једна од 15 области Јерменског краљевства. Тадашњи Сјунишки наханг (или област) је обухватао поред данашњег марза и подручја око Севана на северу и шире подручје око Аракса на југу. Након распада Краљевства 387. Сјуник долази под власт Сасанидске Персије у оквиру Јерменског марзпаната, а у 7. веку долазе под власт Арабљана.
Од 9. века подручјем Сјуника управља јерменска династија Багратиди. Године 904. у његов састав улази и подручје Нахичевана, а 970. основано је јерменско Сјуникско царство чији владари су признавали врховну власт јерменске династије Багратида. Најистакнутије династије које су владали овим царством су били Орбелијани и Прошјанови.
У позном средњем веку у планинским регијама Сјуника владали су јерменски мелици који су били вазали околних муслиманских владара. Касније област улази у састав Карабашког каната. 
Године 1828. потпада под власт Руске Империје. Након Октобарске револуције 1917. у Русији, на подручју Закавказја оснивају се у периоду 1919/20 три националне државе, а Сјуник је постао саставни део Републике Јерменије. Сходно одредбама Александропољског мировног споразума између Турске и Јерменије од 2. октобра 1920. Јерменија се обавезала да подручја Сјуника са већинским муслиманским становништвом (Зангезур и Нахичеван) уступи Азербејџану. Међутим Јермени у Зангезуру се нису слагали са овом одлуком и предвођени Гарегином Нџеом подигли су устанак чији резултат је успостављање Републике Планинска Јерменија у чији састав су поред Зангезура ушли и јужни делови Карабаха.
Након 1921. Сјуник улази у састав Јерменске ССР.

## Демографија
Према подацима статистиче службе Јерменије (АРМСТАТ) Сјуник је једна од најређе насељених провинција у Јерменији са уделом од 4,8% у укупној популацији земље 2010. године. У 2010. у Mарзу је живело 152.000 становника, или у просеку око 34 становника по км². Године 2001. ту је живело око 152.700 становника. Око 70% становништва живи у урбаним центрима.
Покрајина је подељена на 4 регије које гравитирају ка четири највећа града Горису, Капану, Сисијану и Мегрију. Постоји укупно 7 урбаних насеља градског типа и 127 насеља руралног типа.

## Привреда
Подручје Сјуника се одликује великим рудним богатсвом а привредну основу чини експлоатација и прерада бакарне руде. Зангезурски комбинат бакра и молибдена у Каџарану је највеће предузеће тог типа у Јерменији, а по величини и важности се истичу и Агарски бакарно-молибденски комбинат и фабрика за прераду руда у Капану.
Развијени су и погони лаке, посебно прехрамбене индустрије. На реци Воротан су изграђене три хидроелектране (Татевска, Шамбска и Спандарјанска) које су 2002. заједно произвеле 1.150 милиона киловат часова електричне енергије. Од 2006. кроз Сјуник пролази велики гасовод који Јерменију снабдева природним гасом из Ирана, а у Мегрију је изграђено велико подземно складиште гаса.
Пољопривреда се базира на месној индустрији, млекарству и живинарству. У котлинама доста се узгаја пшеница, а јужни делови око Аракса су познати по узгоју раног поврђа и суптропских култура (бадеми, нар, агруми).

## Саобраћај
Од 987 км путева, њих 735 км је од националног и регионалног значаја, а најважнија регионално раскршће је град Горис. Од Гориса воде важни друмски правци ка Јеревану, Капану и ка Карабаху. Овај путни правац ка Карабаху је најважнија саобраћајница која повезује ту непризнату републику са остатком Јерменије (називају га и „пут живота“).
Железнички саобраћај од 1992. године не саобраћа због сукоба са Азербејџаном, јер су две најважније железничке линије које су ишле преко овог подручја и повезивале Нахичеван са остатком Азербејџана прекинуте. Аеродром који се налази 8 км јужније од Гориса је такође ван функције.
У октобру 2010. отворена је велика жичара која је постала својеврсна атракција целог подручја а која повезује Татевски манастир са суседним селом Алидзор.

## Галерија
- Татевски манастир, X—XIII век
- Манастир Ваханаванк, X—XI век
- Манастир Бхено Нораванк, XI век
- Рушевине тврђаве Бахаберд.
- Пејзаж Сјуника.